# Kunst im öffentlichen Raum in Hamburg-Othmarschen
Diese Liste von Kunst im öffentlichen Raum in Hamburg-Othmarschen enthält dauerhaft aufgestellte Kunstwerke auf dem Gebiet des Stadtteils Othmarschen der Freien und Hansestadt Hamburg, die sich im öffentlichen Raum befinden und von anerkannten Künstlern und Künstlerinnen geschaffen wurden. Viele dieser Kunstwerke sind durch das Programm Kunst am Bau (und dessen Folgeprogramme) gefördert oder mit öffentlichen Geldern angekauft worden, dies ist aber keine Voraussetzung für die Aufnahme. Ebenso mögen einige dieser Kunstwerke als Kulturdenkmal geschützt sein, aber auch das ist keine Voraussetzung für die Aufnahme in diese Liste.
Bauschmuck ist im Normalfall im Artikel über das Bauwerk darzustellen, und gehört nicht in diese Liste. Streetart kann Aufnahme in die Liste finden, wenn es zu dem konkreten Kunstwerk eine ausführliche Rezeption in der Kunstwissenschaft gibt und ein enzyklopädischer Artikel über die Streetart-Künstler oder -Künstlerin existiert oder vorstellbar wäre. Denkmäler, die an eine Person oder ein Ereignis erinnern, können in die Liste aufgenommen werden, wenn sie ob ihrer zumeist plastischen Gestaltung als Kunstwerk gelten können. Bei reinen Gedenktafeln ist das normalerweise nicht der Fall.
Basis der Zusammenstellung sind Datensätze der Hamburger Kulturbehörde von 2012 und 2018, eine Veröffentlichung der SAGA GWG von 2008, und verschiedene Veröffentlichungen von Kunsthistorikern zum Thema. Eine abschließende Liste von Literatur kann es nicht geben, jedoch ist für jeden Eintrag in die Liste ein konkreter Verweis auf eine amtliche Liste oder anerkannte Sekundärliteratur erforderlich.
Gestohlene oder zerstörte Kunstwerke, die ehemals in Hamburg-Othmarschen aufgestellt waren, sind in einer separaten Liste aufgeführt.

## Legende
- Lage: Nennt die nächstgelegene Straße und, wenn vorhanden und sinnvoll, das nächstgelegene Bauwerk (mit Hausnummer) oder das umgebende Gebiet (z. B. einen Park) und gibt nötigenfalls Hinweise zur genauen Lage. Darunter werden - wenn vorhanden - auch die Geo-Koordinaten und das Wikidata-Logo als Verweis auf das Wikidata-Objekt angegeben. Die Spalte ist nach der Adresse sortierbar.
- Künstler/in: Name des Künstlers oder der Künstlerin, die das Kunstwerk geschaffen haben, verlinkt mit dem Wikipedia-Artikel zur Person. Die Spalte ist nach dem Nachnamen sortierbar.
- Beschreibung: Kurzbeschreibung des Werks, immer zuerst: Werktitel (kursiv), dann möglichst Material, Stil, Größe, Dargestelltes, Art der Förderung
- Jahr: Jahr der Fertigstellung des Kunstwerkes, wenn unbekannt dann das Jahr der Aufstellung. Hier kann nur ein einziges Jahr angegeben werden, kein Zeitraum. Weitere zeitliche Details zur Schaffung des Kunstwerkes (von–bis) können in der Beschreibung angegeben werden.
- Quelle: Kulturbehörde, SAGA, Literatur, jeweils mit Fußnote. Diese Angabe ist für eine Aufnahme in die Liste verpflichtend.
- Bild: Bild des Kunstwerks, mit Link auf Commons-Kategorie wenn vorhanden

Hinweis: Die Grundsortierung der Liste erfolgt nach der Adresse. Die Liste ist alternativ nach Künstler, Werktitel, Datierung oder Quelle sortierbar.

## Liste
| Lage                                                                            | Künstler                | Beschreibung | Jahr | Quelle        | Bild |  |
| ------------------------------------------------------------------------------- | ----------------------- | --- | ---- | ------------- | --- |  |
| Elbe Övelgönne, ca. 100 m östlich Strandperle (Lage)                            | Stephan Balkenhol       | Vier Männer auf Bojen (1 von 4) Kunst im öffentlichen Raum | 1993 | Kulturbehörde | weitere Bilder |  |
| Hochrad 2 Gymnasium Hochrad, im Innengarten (Lage)                              | Manfred Sihle-Wissel    | Zwei Kraniche Kunst am Bau | 1959 | Kulturbehörde | Bild gesucht Die Wikipedia wünscht sich an dieser Stelle ein Bild vom Ort mit diesen Koordinaten 53.554149 9.876822 . Motiv: Hochrad 2 Falls du dabei helfen möchtest, erklärt die Anleitung , wie das geht. BW                  |  |
| Hochrad 2 Gymnasium Hochrad, in Seitenhof (Lage)                                | Hans-Peter Goettsche    | Ziege Kunst am Bau | 1966 | Kulturbehörde | Bild gesucht Die Wikipedia wünscht sich an dieser Stelle ein Bild vom Ort mit diesen Koordinaten 53.554242 9.877476 . Motiv: Hochrad 2 Falls du dabei helfen möchtest, erklärt die Anleitung , wie das geht. BW                  |  |
| Hochrad 2 Gymnasium Hochrad, vor Cafe                                           | Vilma Lehrmann-Amschler | Mädchen mit Strauß Kunst am Bau | 1966 | Kulturbehörde | weitere Bilder |  |
| Hochrad 2 Gymnasium Hochrad, vor Haupteingang (Lage)                            | Maria Pirwitz           | Das Gespräch Bronzeplastik zweier stehender Mädchen im Gespräch, Kunst am Bau | 1959 | Kulturbehörde | weitere Bilder |  |
| Hochrad 2 Gymnasium Hochrad, vor Zimmer Direktion auf Wandsockel (Lage)         | Götz Loepelmann         | Portrait Kunst am Bau, bürgerliche Denkmalkultur | 1966 | Kulturbehörde | Bild gesucht Die Wikipedia wünscht sich an dieser Stelle ein Bild vom Ort mit diesen Koordinaten 53.554159 9.875974 . Motiv: Hochrad 2 Falls du dabei helfen möchtest, erklärt die Anleitung , wie das geht. BW                  |  |
| Holmbrook 10 Schule Hirtenweg, Pausenhalle ggü. Eingang (Lage)                  | Nanette Lehmann         | Formspiel Kunst am Bau | 1963 | Kulturbehörde | Bild gesucht Die Wikipedia wünscht sich an dieser Stelle ein Bild vom Ort mit diesen Koordinaten 53.551718 9.900578 . Motiv: Holmbrook 10 Falls du dabei helfen möchtest, erklärt die Anleitung , wie das geht. BW               |  |
| Holmbrook 10 Schule Hirtenweg, Spielplatz (Lage)                                | Heinz Schrand           | Freiplastik für behinderte Kinder (Fühl-Bilder), zweiteilig, Kunst am Bau | 1976 | Kulturbehörde | Bild gesucht Die Wikipedia wünscht sich an dieser Stelle ein Bild vom Ort mit diesen Koordinaten 53.551605 9.901163 . Motiv: Holmbrook 10 Falls du dabei helfen möchtest, erklärt die Anleitung , wie das geht. BW               |  |
| Jenischpark nahe Eingang Hochrad (Lage)                                         | Ludolf Albrecht         | Tänzerin Kunst im Stadtbild bis 1950, Auftrag für Gartenbauausstellung Altona 1914 | 1914 | Kulturbehörde | weitere Bilder |  |
| Klein Flottbeker Weg 64 Grundschule, Treppenhaus Klassenkreuz (Lage)            | Johannes Ufer           | Dreiteilige Wandgestaltung Kunst am Bau | 1960 | Kulturbehörde | Bild gesucht Die Wikipedia wünscht sich an dieser Stelle ein Bild vom Ort mit diesen Koordinaten 53.553962 9.882803 . Motiv: Klein Flottbeker Weg 64 Falls du dabei helfen möchtest, erklärt die Anleitung , wie das geht. BW    |  |
| Neumühlen um Lüfterbauwerk des neuen Elbtunnels (Lage)                          | Wolf Schmidt            | Labyrinth Bodengestaltung, Kunst am Bau | 1974 | Kulturbehörde | |  |
| Othmarscher Kirchenweg 145 Loki-Schmidt-Schule (Lage)                           | Karl August Ohrt        | Vögel Kunst am Bau | 1957 | Kulturbehörde | Bild gesucht Die Wikipedia wünscht sich an dieser Stelle ein Bild vom Ort mit diesen Koordinaten 53.552575 9.900677 . Motiv: Othmarscher Kirchenweg 145 Falls du dabei helfen möchtest, erklärt die Anleitung , wie das geht. BW |  |
| Othmarscher Kirchenweg 145 Loki-Schmidt-Schule (Lage)                           | Arnold Fiedler          | Feuer, Wasser, Luft Kunst am Bau | 1955 | Kulturbehörde | Bild gesucht Die Wikipedia wünscht sich an dieser Stelle ein Bild vom Ort mit diesen Koordinaten 53.552747 9.901444 . Motiv: Othmarscher Kirchenweg 145 Falls du dabei helfen möchtest, erklärt die Anleitung , wie das geht. BW |  |
| Otto-Ernst-Straße 34 Christianeum, am Eingang zum Schulgelände (Lage)           | Dieter Knab             | Die Zeitalter des Christianeum Das Relief (ursprünglich ein Brunnen) zeigt die drei Gebäude des Christianeums, Direkterwerb Schule                                                                                                 | 1988 | Kulturbehörde | weitere Bilder |  |
| Otto-Ernst-Straße 34 Christianeum, Lichthof OG (Lage)                           | Volker Hayn             | Ziegenbock Direkterwerb Schule | 1985 | Kulturbehörde | Bild gesucht Die Wikipedia wünscht sich an dieser Stelle ein Bild vom Ort mit diesen Koordinaten 53.557798 9.873158 . Motiv: Otto-Ernst-Straße 34 Falls du dabei helfen möchtest, erklärt die Anleitung , wie das geht. BW       |  |
| Otto-Ernst-Straße 34 Christianeum, erster Lichthof EG (Lage)                    | Barbara Haeger          | Große Kniende Kunst am Bau, laut Schulhomepage 2004 als „Große kniende Figur“ aufgestellt, Direkterwerb Schule? | 1957 | Kulturbehörde | Bild gesucht Die Wikipedia wünscht sich an dieser Stelle ein Bild vom Ort mit diesen Koordinaten 53.557552 9.873002 . Motiv: Otto-Ernst-Straße 34 Falls du dabei helfen möchtest, erklärt die Anleitung , wie das geht. BW       |  |
| Otto-Ernst-Straße 34 Christianeum, Freigelände am Südwesten des Gebäudes (Lage) | Gerhard Marcks          | Christianeer-Ehrenmal Gefallenen-Relief, Stiftung Schülereltern an Schule, Opferdenkmal. Das Relief wurde am Volkstrauertag 1960 am Schulgebäude an der Behringstraße eingeweiht und später in den Arne-Jacobsen-Neubau umgesetzt. | 1960 | Kulturbehörde | weitere Bilder |  |
| Paul-Ehrlich Straße 1 Krankenhaus Altona, Kapelle, hinter Altar (Lage)          | Heinz Schrand           | Metallkonstruktion Kunst am Bau | 1970 | Kulturbehörde | Bild gesucht Die Wikipedia wünscht sich an dieser Stelle ein Bild vom Ort mit diesen Koordinaten 53.554055 9.900709 . Motiv: Paul-Ehrlich Straße 1 Falls du dabei helfen möchtest, erklärt die Anleitung , wie das geht. BW      |  |
| Paul-Ehrlich Straße 1 Krankenhaus Altona, an Aufgang (Lage)                     | Knud Knabe              | Metallplastik Objekt in Form eines Tropfens, Kunst am Bau | 1970 | Kulturbehörde | weitere Bilder |  |
| Paul-Ehrlich-Straße 1 Krankenhaus Altona, vor Besuchereingang (Lage)            | Franz Reckert           | Brunnen Kunst am Bau | 1970 | Kulturbehörde | weitere Bilder |  |
| Strehlowweg 10 (Lage)                                                           | Karin Hertz             | Freundschaft SAGA? | 1966 | Kulturbehörde | |  |
| Teufelsbrück östliches Hafenende (Lage)                                         | Bert-Ulrich Beppler     | De Düvel sinneert över sien Karninken Kunst am Bau, Bezirke | 2000 | Kulturbehörde | weitere Bilder |  |
| Trenknerweg 136 Schule Trenknerweg, Giebelwand zum Schulhof                     | Anna Andersch           | Fruchtstände Kunst am Bau | 1957 | Kulturbehörde | |  |